# Airela
Arando (do antigo celta aran, "abrunho"), airela ou oxicoco (do grego ὀξύς, "ácido", e κόκκος, "baga", pelo seu sabor ácido) são um grupo de arbustos perenes ou videiras de arrasto do subgênero Oxycoccus do gênero Vaccinium. Na Inglaterra, o arando pode se referir a espécie nativa Vaccinium oxycoccos, enquanto que na América do Norte, arando pode referir-se a Vaccinium macrocarpon. Vaccinium oxycoccos é cultivado na Europa central e norte, enquanto Vaccinium macrocarpon é cultivado ao longo do norte dos Estados Unidos, Canadá e Chile. Em alguns métodos de classificação, Oxycoccus é considerado um gênero no seu próprio direito.  Eles podem ser encontrados em pântanos ácidos ao longo de regiões frias do hemisfério norte. 
O arando é baixo, de arbustos rastejantes ou trepadeiras até 2 metros de comprimento e entre 5 e 20 centímetros de altura; eles têm caules delgados e moles e pequenas folhas verdes. As flores têm tonalidade rosa escura, com pétalas recurvadas muito distintas, deixando o pistilo e estames totalmente expostos e apontando para frente, que são polinizadas por abelhas. Sua fruta é uma baga, conhecida como arando ou oxicoco, que é mais larga que as folhas da planta; ela é inicialmente branca, mas torna-se vermelho escura quando totalmente madura. É comestível, com um gosto ácido que pode sobrecarregar sua doçura. 
O arando é a maior colheita comercial em certos estados americanos e províncias canadenses (veja cultivo e usos abaixo). Muitos arandos são processados em produtos como sucos, molho, presunto e arando seco adoçado, com o restante vendido fresco para consumidores.  Molho de arando é um acompanhamento  do peru assado tradicional nos jantares de Natal no Reino Unido e do Dia de Ação e Graças nos Estados Unidos e Canadá.
Sendo conhecidos seus poderes medicinais de limpeza das vias urinárias, prevenir cáries, gripes e resfriados e combater agentes infecciosos.

## Produção mundial
| País                                     | Principais produtores mundiais em 2018 (toneladas anuais) |
| ---------------------------------------- | --------------------------------------------------------- |
| Estados Unidos                           | 404.880                                                   |
| Canadá                                   | 195.196                                                   |
| Chile                                    | 106.180                                                   |
| Fonte: Food and Agriculture Organization |                                                           |